# 로라 지스킨
로라 지스킨(영어: Laura Ziskin, 1950년 3월 3일 ~ 2011년 6월 12일)은 미국의 영화 제작자이다. 영화 스파이더맨 시리즈의 총제작으로 알려져 있다.
지스킨은 2011년 9월 12일 샌타모니카의 자택에서 지병인 유방암으로 사망하였다. 《어메이징 스파이더맨》(2012)는 지스킨의 유작인 셈이다.

## 제작 작품
- 노 웨이 아웃(1987)
- 프리티 우먼(1990)
- 이보다 더 좋을 순 없다(1997)
- 스파이더맨(2002)
- 스파이더맨 2(2004)
- 스텔스(2005)
- 스파이더맨 3(2007)
- 어메이징 스파이더맨(2012)
- 버틀러: 대통령의 집사(2013)